# Indianarae Alves Siqueira
Indianarae Alves Siqueira (Paranaguá, 18 de mayo de 1971) es una activista trans brasileña, presidenta del grupo Transrevolução, y fundadora y coordinadora de CasaNem (casa de acogida para personas LGBTI+ en situación de vulnerabilidad social) y de PreparaNem, programa de preparación para el ENEM (examen nacional de bachillerato) para personas trans. Indianara, de Aude Chevalier-Beaumel y Marcelo Barbosa, y Aconchego da sua mum, de Adam Golub son dos documentales que retratan su vida.

## Activismo y política
Alves puso en marcha CasaNem en Río de Janeiro en 2015. Desde septiembre de 2020, la casa de acogida para personas LGBTI+ en situación de vulnerabilidad social está instalada en un edificio cedido por el gobierno del estado de Río de Janeiro en el barrio de Flamengo, en la zona sur de Río. Desde noviembre de 2020, también hay una CasaNem en Nova Iguaçu, en la Baixada Fluminense. En total, las dos casas albergan a unas 50 personas.
En 2010, pidió amparo en la Asamblea Legislativa del Estado de Río de Janeiro por las amenazas de muerte que venía sufriendo por denunciar las prácticas de proxenetismo en la capital carioca.
Alves se presentó a las elecciones municipales de Río de Janeiro en dos ocasiones: por el Partido Socialismo y Libertad (PSOL) en 2016 y por el Partido de los Trabajadores en 2020.

### Documentales sobre su vida
- Your Mother's Comfort / Aconchego da tua mãe, dirigido por Adam Golub, Estados Unidos y Brasil, 2020.[4]
- Indianara, dirigido por Aude Chevalier-Beaumel y Marcelo Barbosa, Brasil.[11][12]

## Reconocimientos
En 2019, Alves recibió el Premio Diversidad, Derechos y Respeto a la Ciudadanía otorgado por la Asamblea Legislativa del Estado de Río de Janeiro.